# Har gow
Il har gow (cinese: 蝦餃; pinyin: xiājiǎo; letteralmente "jiaozi di gamberetti") è uno gnocco tradizionale cantonese servito come dim sum. È fatto di carne di gamberetti e cotto in un involucro di farina. Dopo la cottura, l'involucro diventa traslucido, motivo per cui talvolta il har gow è definito "gnocco di gamberetti di cristallo" (水晶蝦餃).

## Nome
Lo gnocco è talvolta chiamato "cappellino di gamberetti" per la sua forma pieghettata. Questo piatto viene spesso servito insieme allo shumai; quando serviti in questo modo, i due elementi vengono indicati collettivamente come ha gow-siu mai (cinese: 蝦餃燒賣; pinyin: xiājiăo shāomài; Jyutping: haa1 gaau2 siu1 maai2; cantonese Yale: hā gáau sīu máai).
Il Har gow, lo shumai, il cha siu bao e la crostata all'uovo sono considerati le pietanze classiche della cucina dim sum cantonese e ci si riferisce ad essi come ai "Quattro Re Paradisiaci" (cinese: 四大天王; pinyin: sì dà tiān wáng; cantonese Yale: sei daaih tīn wòhng).

## Descrizione
Questi gnocchi di gamberi sono trasparenti e lisci. Gli gnocchi di gamberi sono apparsi per la prima volta nella periferia di Guangzhou, vicino al Creek Bazaar Deli. Si dice che questo piatto sia quello in base al quale viene giudicata l'abilità di uno chef dim sum. Tradizionalmente, l'har gow dovrebbe avere almeno sette e preferibilmente dieci o più pieghe impresse sulla confezione. La pelle deve essere sottile e traslucida, ma abbastanza robusta da non rompersi quando viene raccolta con le bacchette. Non deve attaccarsi alla carta, al contenitore o ad altro materiale presente nel cestello. I gamberi devono essere ben cotti, ma non troppo cotti. La quantità di carne dovrebbe essere abbondante, ma non così tanta da non poter essere mangiata in un boccone.